# Finnmarksløpet

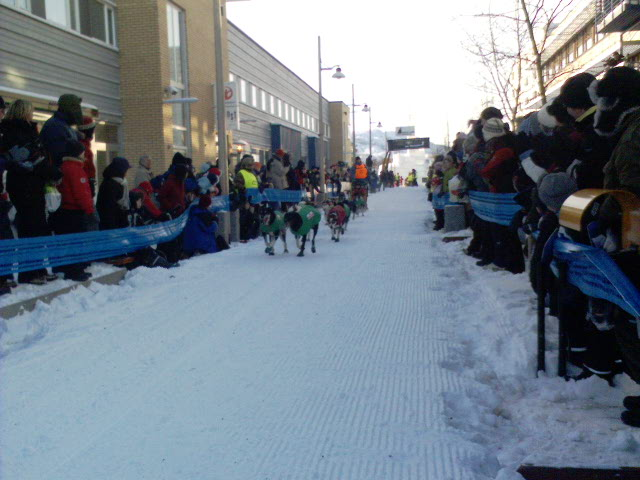
Finnmarksløpet 2006.

Finnmarksløpet är ett långdistans- och medeldistanslopp i hundkörning, i Finnmark, i Nordnorge. Loppet har varit arrangerat varje år från 1981 av Alta "trekkhundklubb", med start och mål i Alta. 

## Historia
Finnmarksløpet är världens nordligaste, och Europas längsta, draghundlopp, och har 3 olika klasser. En öppen klass på 1000-1200 kilometer med upp till 14 hundar, (FL1000-FL1200). En begränsad klass på 500 kilometer med upp till 8 hundar, (FL 500), och från och med 2014 är det också en juniorklass. År 2015 deltog 140 slädar i Finnmarksløpet
År 2015 var också Finnmarksløpet, FL1000 och FL 500, VM i medeldistans och långdistans hundkörning. År 2005, 2011, 2012, 2013, 2016 och 2017 var FL 500 också Norskt mästerskap i långdistans hundkörning.
År 2012 var FL1000 också NM i långdistans hundkörning, och 2016 var FL500 också NM i medeldistans, samt i klassen för juniorer, var det NM.

## Etapper
Första etappen, i FL 1000, gick tidigare från Alta till Jotka Fjellstue. Från 2018 går den första delen efter Altaälven istället, så söderut, över fjället Bæskadesvidere, till Mieron, och in till Kautokeino. Nästa etapp går till Skoganvarre Villmark som ligger vid E6, 25 kilometer söder om Lakselv. Därefter går loppet vidare till Levajok, vid E6, mellan Karasjok och Tana bru. Så fortsetter loppet till Karasjok. Nästa etappmål är Jergul Astu, vid Rv. 94, 38 kilometer väster om Karasjok. Så vidare till Tana bru, och sedan till Neiden Fjellstue. Vidare till Kirkenes centrum, och därefter till Varangerbotn Sjøsamiske museum, vid E6, 20 kilometer från Tana bru. Så är nästa etappmål ett småbruk i Sirma.  Därefter kör man ungefär den samma vägen, när man vänder tillbaka mot Alta.

## Vinnare
Sven Engholm vann Finnmarksløpet 11 gånger mellan 1981 och 1994. Roger Dahl vann Finnmarksløpet 1992, 2005 ("kongepokal") och 2011 ("kongepokal"). Robert Sørlie vann Finnmarksløpet 1995, 1999 och 2001. Rune Johansen vann Finnmarksløpet 1996, 2002 og 2003. Harald Tunheim vann Finnmarksløpet 1996, 1997, 1998, 2006 och 2008. Inger-Marie Haaland vann 2009 och 2012 (NM långdistanse i öppen klass). År 2009 körde hon på fem dagar, sex timmar och 50 minuter, som var nytt rekord för loppet. Sigrid Ekran vann 2014 och 2015. I begränsad klass vann Elisabeth Edland 2007, 2011, 2015 och 2017. År 2016 blev Petter Karlsson den första icke-norska segraren i loppet, och han vann sedan ytterligare tre gånger (2018, 2023 och 2024).

## Öppen klass (FL1000-FL1200)
- Etappe 1 : Alta – Jotka, 50 km (2018 Kautokeino istället för Jotka)
- Etappe 2 : Jotka – Skoganvarre, 58 km
- Etappe 3 : Skoganvarre – Levajok, 88 km
- Etappe 4 : Levajok – Skippagurra, 100 km
- Etappe 5 : Skippagurra – Neiden, 94 km
- Etappe 6 : Neiden – Kirkenes, 75 km
- Etappe 7 : Kirkenes – Ellentjern, 115 km
- Etappe 8 : Ellentjern - Neiden, 77 km
- Etappe 9 : Neiden – Varangerbotn, 88 km
- Etappe 10 : Varangerbotn – Sirma, 74 km
- Etappe 11: Sirma – Levajok, 70 km
- Etappe 12: Levajok – Karasjok, 85 km
- Etappe 13: Karasjok – Jotka, 82 km
- Etappe 14: Jotka – Alta, 50 km

### Vinnere[1]
| År        | Vinnartid                     | Vinnare                       | Hemplats                      |
| --------- | ----------------------------- | ----------------------------- | ----------------------------- |
| 2024      | 7 dygn 9 timmar 30 min        | Petter Karlsson               | Slussfors                     |
| 2023      | 6 dygn 19 timmar 35 min       | Petter Karlsson               | Slussfors                     |
| 2022      | 6 dygn 14 timmar 44 min       | Thomas Wærner                 | Torpa                         |
| 2020/2021 | Inställt (COVID-19 pandemisk) | Inställt (COVID-19 pandemisk) | Inställt (COVID-19 pandemisk) |
| 2019      | 6 dygn 18 timmar 38 min       | Thomas Wærner                 | Torpa                         |
| 2018      | 7 dygn 2 timmar 47 min        | Petter Karlsson               | Slussfors                     |
| 2017      | 6 dygn 9 timmar 8 min         | Petter Jahnsen                | Tufsingdalen                  |
| 2016      | 6 dygn 3 min                  | Petter Karlsson               | Slussfors                     |
| 2015      | 6 dygn 03 timmar 21 min       | Sigrid Ekran                  | Lomsjødalen                   |
| 2014      | 5 dygn 19 timmar 16 min       | Sigrid Ekran                  | Lomsjødalen                   |
| 2013      | 5 dygn 19 timmar 55 min       | Thomas Wærner                 | Torpa                         |
| 2012      | 6 dygn 01 timmar 40 min       | Inger-Marie Haaland           | Fagerheim Fjellstugu          |
| 2011      | 5 dygn 09 timmar 25 min       | Roger Dahl                    | Alta                          |
| 2010      | 5 dygn 09 timmar 15 min       | Ralph Johannesen              | Fagerheim Fjellstugu          |
| 2009      | 5 dygn 06 timmar 50 min       | Inger-Marie Haaland           | Fagerheim Fjellstugu          |
| 2008      | 6 dygn 02 timmar 35 min       | Harald Tunheim                | Alta                          |
| 2007      | 5 dygn 20 timmar 49 min       | Tore Bergby                   | Luksefjell                    |
| 2006      | 5 dygn 18 timmar 18 min       | Harald Tunheim                | Alta                          |
| 2005      | 5 dygn 23 timmar 52 min       | Roger Dahl                    | Alta                          |
| 2004      | 6 dygn 10 timmar 24 min       | Bjørnar Andersen              | Oslo                          |
| 2003      | 6 dygn 3 timmar 32 min        | Rune Johansen                 | Alta                          |
| 2002      | 5 dygn 5 timmar 8 min         | Rune Johansen                 | Alta                          |
| 2001      | 4 dygn 20 timmar 32 min       | Robert Sørlie                 | Hurdal                        |
| 2000      | 4 dygn 19 timmar 37 min       | Kjetil Backen                 | Porsgrunn                     |
| 1999      | 5 dygn 4 timmar 38 min        | Robert Sørlie                 | Hakadal                       |
| 1998      | 4 dygn 13 timmar 4 min        | Harald Tunheim                | Alta                          |
| 1997      | 5 dygn 3 timmar 8 min         | Harald Tunheim                | Alta                          |
| 1996      | 4 dygn 14 timmar 57 min       | Harald Tunheim                | Alta                          |
| 1995      | 5 dygn 13 timmar 28 min       | Robert Sørlie                 | Hakadal                       |
| 1994      | 5 dygn 12 timmar 17 min       | Sven Engholm                  | Karasjok                      |
| 1993      | 5 dygn 13 timmar 21 min       | Sven Engholm                  | Karasjok                      |
| 1992      | 5 dygn 12 timmar 5 min        | Roger Dahl                    | Alta                          |
| 1991      | 4 dygn 21 timmar 57 min       | Sven Engholm                  | Karasjok                      |
| 1990      | 4 dygn 14 timmar 33 min       | Sven Engholm                  | Karasjok                      |
| 1989      | ?                             | Stein Håvard Fjestad          | Stange                        |
| 1988      | ?                             | Sven Engholm                  | Karasjok                      |
| 1987      | ?                             | Karl Petter Beldo             | Alta                          |
| 1986      | ?                             | Stein Håvard Fjestad          | Stange                        |
| 1985      | ?                             | Sven Engholm                  | Karasjok                      |
| 1984      | ?                             | Sven Engholm                  | Karasjok                      |
| 1983      | ?                             | Sven Engholm                  | Karasjok                      |
| 1982      | ?                             | Sven Engholm                  | Karasjok                      |
| 1981      | ?                             | Sven Engholm                  | Karasjok                      |
| 1980      | ?                             | Sven Engholm                  | Karasjok                      |

## Begränsad klass (FL500-FL600)
- Etappe 1: Alta – Kautokeino, 168 km
- Etappe 2: Kautokeino – Jergul, 100 km
- Etappe 3: Jergul – Levajok, 100 km
- Etappe 4: Levajok – Karasjok, 83 km
- Etappe 5: Karasjok – Jotka, 82 km
- Etappe 6: Jotka – Alta 49 km

### Vinnere[1]
| År   | Vinnartid                     | Vinnare                       | Hemplats                      |
| ---- | ----------------------------- | ----------------------------- | ----------------------------- |
| 2024 | 2 dygn 18 timmar 2 min        | Ronny Wingren                 | Socklot                       |
| 2023 | 2 dygn 15 timmar 33 min       | Harald Tunheim                | Alta                          |
| 2022 | 2 dygn 15 timmar 46 min       | Ronny Wingren                 | Socklot                       |
| 2021 | Inställt (COVID-19 pandemisk) | Inställt (COVID-19 pandemisk) | Inställt (COVID-19 pandemisk) |
| 2020 | 2 dygn 19 timmar 34 min       | Daniel Haagensen              | Tomter                        |
| 2019 | 2 dygn 14 timmar 23 min       | Hanna Lyrek                   | Alta                          |
| 2018 | 2 dygn 17 timmar 20 min       | Harald Tunheim                | Alta                          |
| 2017 | 2 dygn 4 timmar 1 min         | Elisabeth Edland              | Nannestad                     |
| 2016 | 2 dygn 16 timmar 52 min       | Ole Sigleif Johansen          | Rødberg                       |
| 2015 | 2 dygn 4 timmar 1 min         | Elisabeth Edland              | Nannestad                     |
| 2014 | 2 dygn 3 timmar 51 min        | Ronny Wingren                 | Socklot                       |
| 2013 | 2 dygn 3 timmar 12 min        | Milos Gonda                   | Spisska Nova Ves              |
| 2012 | 2 dygn 3 timmar 59 min        | Katy Meier                    | Slagnäs                       |
| 2011 | 2 dygn 2 timmar 59 min        | Elisabeth Edland              | Nannestad                     |
| 2010 | 2 dygn 2 timmar 41 min        | Ole Wingren                   | Nykarleby                     |
| 2009 | 2 dygn 3 timmar 40 min        | Arnt Ola Skjerve              | Rennebu                       |
| 2008 | 2 dygn 11 timmar 27 min       | Jan Vidar Dahle               | Båtsfjord                     |
| 2007 | 2 dygn 7 timmar 36 min        | Elisabeth Edland              | Nannestad                     |
| 2006 | 2 dygn 9 timmar 3 min         | Erle Frantzen                 | Ulnes                         |
| 2005 | 2 dygn 5 timmar 26 min        | Hilde Askildt                 | Geilo                         |
| 2004 | 2 dygn 3 timmar 46 min        | Stein Are Harder              | Elvenes                       |
| 2003 | 2 dygn 3 timmar 57 min        | Dag Torulf Olsen              | Hammerfest                    |
| 2002 | 2 dygn 11 timmar 26 min       | Markus Kyrre Leistad          | Alta                          |
| 2001 | 2 dygn 13 timmar 37 min       | Dag Torulf Olsen              | Hammerfest                    |
| 2000 | 2 dygn 13 timmar 49 min       | Abner Hykkerud                | Alta                          |
| 1999 | Inte arrangerat               | -                             | -                             |
| 1998 | Inte arrangerat               | -                             | -                             |
| 1997 | 3 dygn 13 timmar 50 min       | Abner Hykkerud                | Alta                          |
| 1996 | 3 dygn 2 timmar 1 min         | Rune Johansen                 | Alta                          |
| 1995 | 3 dygn 11 timmar 10 min       | Eirik Nilsen                  | Alta                          |
| 1994 | 3 dygn 11 timmar 42 min       | Karl Petter Beldo             | Alta                          |
| 1993 | 4 dygn 5 timmar 40 min        | Eirik Nilsen                  | Alta                          |
| 1992 | 1 dygn 20 timmar 36 min       | Eirik Nilsen                  | Alta                          |
| 1991 | 6 dygn 1 timme 12 min         | Jan Arne Jakobsen             | Lakselv                       |
| 1990 | 4 dygn 17 timmar 26 min       | Torgeir Øren                  | Røros                         |
| 1989 | ?                             | Egil Olli                     | Karasjok                      |
| 1988 | ?                             | Arne Oddvar Nilsen            | Alta                          |
| 1987 | ?                             | Arne Oddvar Nilsen            | Alta                          |
| 1986 | ?                             | Sven Engholm                  | Karasjok                      |
| 1985 | ?                             | Arne Oddvar Nilsen            | Alta                          |

## Junior klass (205 kilometer)
- Etappe 1: Alta – Jotka, 49 km
- Etappe 2: Jotka – Suossjavre, 47 km
- Etappe 3: Suossjavre – Jotka, 53 km
- Etappe 4: Jotka – Alta 49 km

### Vinnere
| År   | Vinnartid                     | Vinnare                       | Hemplats                      |
| ---- | ----------------------------- | ----------------------------- | ----------------------------- |
| 2024 | 1 dygn 40 min                 | Elisabeth Kristensen          | Alta                          |
| 2023 | 1 dygn 41 min                 | Elisabeth Kristensen          | Alta                          |
| 2022 | 23 timmar 46 min              | Oda Karlstrøm                 |                               |
| 2021 | Inställt (COVID-19 pandemisk) | Inställt (COVID-19 pandemisk) | Inställt (COVID-19 pandemisk) |
| 2020 | 23 timmar 49 min              | Espen Burger                  | Svanvik                       |
| 2019 | 1 dygn 33 min                 | Ole Henrik Isaksen Eira       | Alta                          |
| 2018 | 1 dygn 38 min                 | Ole Henrik Isaksen Eira       | Alta                          |
| 2017 | 1 dygn 2 timmar 11 min        | Tuva Almås                    | Stord                         |
| 2016 | 1 dygn 1 timme 22 min         | Hanna Lyrek                   | Alta                          |
| 2015 | 1 dygn 58 min                 | Anette Børve Hernes           | Eidfjord                      |
| 2014 | 1 dygn 3 timmar 6 min         | Erik Loftsgård                | Øygardsgrend                  |